# Satoru Uyama
Satoru Uyama (宇山 賢 Uyama Satoru?), n. 10 decembrie 1991, Takamatsu, Japonia) este un scrimer japonez specializat pe spadă, laureat cu aur pe echipe la Campionatul Asiatic în 2016. În sezonul 2015-2016 a cucerit medalia de argint la etapa de Cupa Mondială de la Tallinn. La Jocurile Olimpice de la Tokyo a câștigat medalia de aur cu echipa Japoniei.
A absolvit Universitatea Doshisha în studii de afaceri.

## Palmares
Clasamentul la Cupa Mondială
| An  | 2013 | 2014 | 2015 |
| --- | ---- | ---- | ---- |
| Loc | 153  | 205  | 51   |

## Legături externe
- ja  Prezentare Arhivat în 13 iunie 2016, la Wayback Machine. la Mitsubishi Electric
- en Satoru Uyama la Olympedia.org